# Rasmus Rasmussen (ginnasta)
Rasmus Rasmussen (26 maggio 1899 – 11 aprile 1974) è stato un ginnasta danese.

## Palmarès

### Olimpiadi
- 1 medaglia:
  - 1 argento (Anversa 1920 nel concorso svedese a squadre)